# الوكالة الأوروبية للسلامة والصحة في العمل
الوكالة الأوروبية للسلامة والصحة في العمل (بالإنجليزية:European Agency for Safety and Health at Work) هي وكالة مركزية في الاتحاد الأوروبي مهمتها جمع وتحليل ونشر المعلومات ذات الصلة التي يمكن أن تخدم احتياجات الأشخاص الذين شاركوا في قوانين السلامة والصحة في العمل. أنشئت في عام 1994 من قبل لائحة المجلس (بالإنجليزية:European Council) رقم 2062/94 يوم 18 يوليو عام 1994،  يقع مقر الوكالة في بيلباو، إسبانيا، ويحتوي المقر على موظفين  السلامة والصحة المهنية والاتصالات والأخصائيين الإداريين.

## روابط خارجية
- الموقع الرسمي